# Maus
Maus je americká černobílá komiksová série napsaná a ilustrovaná Artem Spiegelmanem. Kniha vyobrazuje vyprávění Spiegelmanova otce Vladka o jeho zkušenostech coby polského Žida a přeživšího holokaustu. Autor využívá postmoderní techniky - nejvíce v případě vyobrazení různosti lidských ras jako zvířat. Židé jsou vyobrazeni jako myši, Němci jako kočky, Francouzi jako žáby a nežidovští Poláci jako prasata. Žánrově se jedná o paměti, biografii, historickou fikci či mix žánrů. V roce 1992 byl Maus oceněn Pulitzerovou cenou, a to jako první grafický román v historii.
Maus byl poprvé vydán časopisecky v časopise Raw, a to v letech 1980 až 1991. V roce 1986 byl souborně vydán první díl a v roce 1991 druhý. Ucelené vydání vydalo nakladatelství Pantheon Books. Kniha byla přeložena do více než třiceti jazyků.

## Ocenění
Grafický román získal celou řadu cen. Například již zmíněnou Pulitzerovu cenu (1992), dále cenu od American Jewish Committee (1987), tři z Angoulêmeského festivalu (1988 a 1993), dvě Urhunden Prize (1988 a 1993), Max-und-Moritz-Preis (1990), Eisner Award (1992), Harvey Award (1992) a cenu Los Angeles Times (1992),

## Zakázání
V dubnu 2015 byl román stažen z prodeje v Rusku, pod záminkou údajného porušení ruské legislativy proti propagaci nacismu.
V lednu 2022 byl román zakázán a stažen ze seznamu četby na školách v Tennessee, okrese McMinn.

## Česká vydání
- 1997 - Maus I: Otcova krvavá pouť dějinami. Praha: Torst, 160 s. ISBN 80-7215-032-4.
- 1998 - Maus II: A tady začalo moje trápení. Praha: Torst, 140 s. ISBN 80-7215-064-2.
- 2012 - Maus. Praha: Torst, 296 s. ISBN 978-80-7215-441-8.

## Recenze
- Ondřej Pešek, 2012, fanzine.topzine.cz:  - ZDE online.
- Jakub Sedláček, 1998, ceskaliteratura.cz: (pozitivní) - ZDE online.